# 慈愛 (クラナッハ)
『慈愛』（じあい、蘭: Caritas、英: Charity）は、ドイツ・ルネサンス期の画家ルーカス・クラナッハ (父) が1540年に板上に油彩で描いた絵画である。作品は、子供に乳を含ませるという伝統的な図像を蠱惑的に表現している。1841年にフロレント・ファン・エルトボルン (Florent van Ertborn) 氏によりベルギーのアントワープ王立美術館に遺贈された。

## 背景
クラナッは、同時代のドイツの画家たちの中で最も成功した画家で、制作活動の大半をザクセン選帝侯領の宮廷画家として過ごした。ドイツの王子たちの肖像画、裸体画、自身も熱烈に支持したプロテスタントの宗教改革の指導者たちの肖像画で知られている。彼は、マルティン・ルターの親しい友人であった。また、最初はカトリックの伝統の中で宗教的主題の作品を描いたが、後には芸術の中でルーテル教会の宗教的関心を伝える新しい方法を模索した。生涯を通して、神話と宗教から採られた裸体画の主題を描き続けた。
クラナッハの神話的情景の絵画は、いつも少なくとも1人の細身の女性像 (透明な布と大きな帽子を除いて裸体である) を主にしている。それらの作品は彼の画業の初期に描かれたが、1505年までしばらくザクセン公国の宮廷にいたヤコポ・デ・バルバリを含むイタリアの画家の影響を受けている。そうした絵画は、フリードリヒ3世の死後まで稀なものとなった。後の時期の裸体画は、イタリアの影響を放棄し、代わりに後期ゴシックの復活を示す明瞭な様式となった。

## 作品
「慈愛」、すなわち「慈悲」の擬人化である若い母親が裸体を透明な布だけで覆い、子供に授乳している。彼女は別の子供に抱かれている。彼女の前の地面には、小さな男の子が座り、彼女の足に触れている。彼女は、リンゴの木の下で石の台に座っている。若い母親の背後にある茂み周辺の背景には美しい山の風景が見える。
マックス・J・フリードレンダーとヤコプ・ローゼンベルク は、本作の6点のヴァージョンについて言及している。それらのヴァージョンにより、本作の制作年は1537年以降となる。
1529年以降、「慈愛」のみを描くことがクラナッハの作品の一部となった。これらの絵画で、クラナッハは主題を分離し、記念碑的なものにしたが、それは以前、一連の徳と悪徳の主題に組み込まれていたのものであった。クラナッハはまた、「慈愛」の寓意像を多かれ少なかれ裸体像にしたことでも革新者であった。というのは、彼が用いた透明なベールは、アダムとエバが股間を覆ったイチジクの葉以上のものではなく、同時に視覚的快楽を増進するのに役立ったのである。
3人の子供たちに囲まれた裸体の「慈愛」を表現することで、プロテスタントのクラナッハは自身の主題と絵画を母性愛の特質で満たした。しかし、クラナッハは、絵画の象徴的な面よりも身体的表現のほうに関心があった。同一の女性モデルを描いたクラナッハの一連の裸体像はたやすく見分けられるが、彼は数多くの神話や聖書の場面にそれらの裸体像を登場させることで、栄光あるものとしたのである。